# Halowe Mistrzostwa Europy w Lekkoatletyce 1970 – bieg na 1500 m mężczyzn
Bieg na 1500 metrów mężczyzn – jedna z konkurencji biegowych rozgrywanych podczas halowych lekkoatletycznych mistrzostw Europy w hali Stadthalle w Wiedniu. Eliminacje i bieg finałowy zostały rozegrane 15 marca 1970. Zwyciężył reprezentant Polski Henryk Szordykowski. Tytułu z poprzednich igrzysk nie obronił Edgard Salvé z Belgii, który zajął w finale 7. miejsce.

## Rezultaty

### Eliminacje
Rozegrano 2 biegi eliminacyjne, do których przystąpiło 14 biegaczy. Awans do finału dawało zajęcie jednego z czterech pierwszych miejsc w swoim biegu (Q).
Opracowano na podstawie materiału źródłowego.
Bieg 1
| Miejsce | Zawodnik            | Czas   | Uwagi |
| ------- | ------------------- | ------ | ----- |
| 1       | Henryk Szordykowski | 3:47,9 | Q     |
| 2       | Edgard Salvé        | 3:48,2 | Q     |
| 3       | Frank Murphy        | 3:48,4 | Q     |
| 4       | Knut Brustad        | 3:49,3 | Q     |
| 5       | Miodrag Vukomanović | 3:49,8 |       |
| 6       | Mehmet Tümkan       | 3:51,2 |       |
| 7       | Heinrich Händlhuber | 3:51,6 |       |

Bieg 2
| Miejsce | Zawodnik           | Czas   | Uwagi |
| ------- | ------------------ | ------ | ----- |
| 1       | Wołodymyr Pantelej | 3:52,6 | Q     |
| 2       | Pierre Toussaint   | 3:52,6 | Q     |
| 3       | Jerzy Maluśki      | 3:52,7 | Q     |
| 4       | Ulf Högberg        | 3:52,8 | Q     |
| 5       | Ivan Kováč         | 3:52,9 |       |
| 6       | Dimczo Deribejew   | 3:54,2 |       |
| 7       | Walter Wilkinson   | 3:55,4 |       |

### Finał
Opracowano na podstawie materiału źródłowego.
| Miejsce | Zawodnik            | Czas   |
| ------- | ------------------- | ------ |
| 1       | Henryk Szordykowski | 3:48,8 |
| 2       | Frank Murphy        | 3:49,0 |
| 3       | Wołodymyr Pantelej  | 3:49,8 |
| 4       | Pierre Toussaint    | 3:50,2 |
| 5       | Ulf Högberg         | 3:50,7 |
| 6       | Jerzy Maluśki       | 3:50,7 |
| 7       | Edgard Salvé        | 3:54,5 |
| 8       | Knut Brustad        | 4:00,7 |